# ماهیچه‌های میان‌استخوانی پشت‌پایی
در کالبدشناسی بدن انسان، ماهیچه‌های میان‌استخوانی پشت‌پایی (انگلیسی: Dorsal interossei of the foot) نام چهار ماهیچه است که در میان استخوان‌های کف پا قرار گرفته‌اند.
این ماهیچه‌ها، انگشت‌های سوم و چهارم را دور می‌کنند.